# Menhire von Tingoff

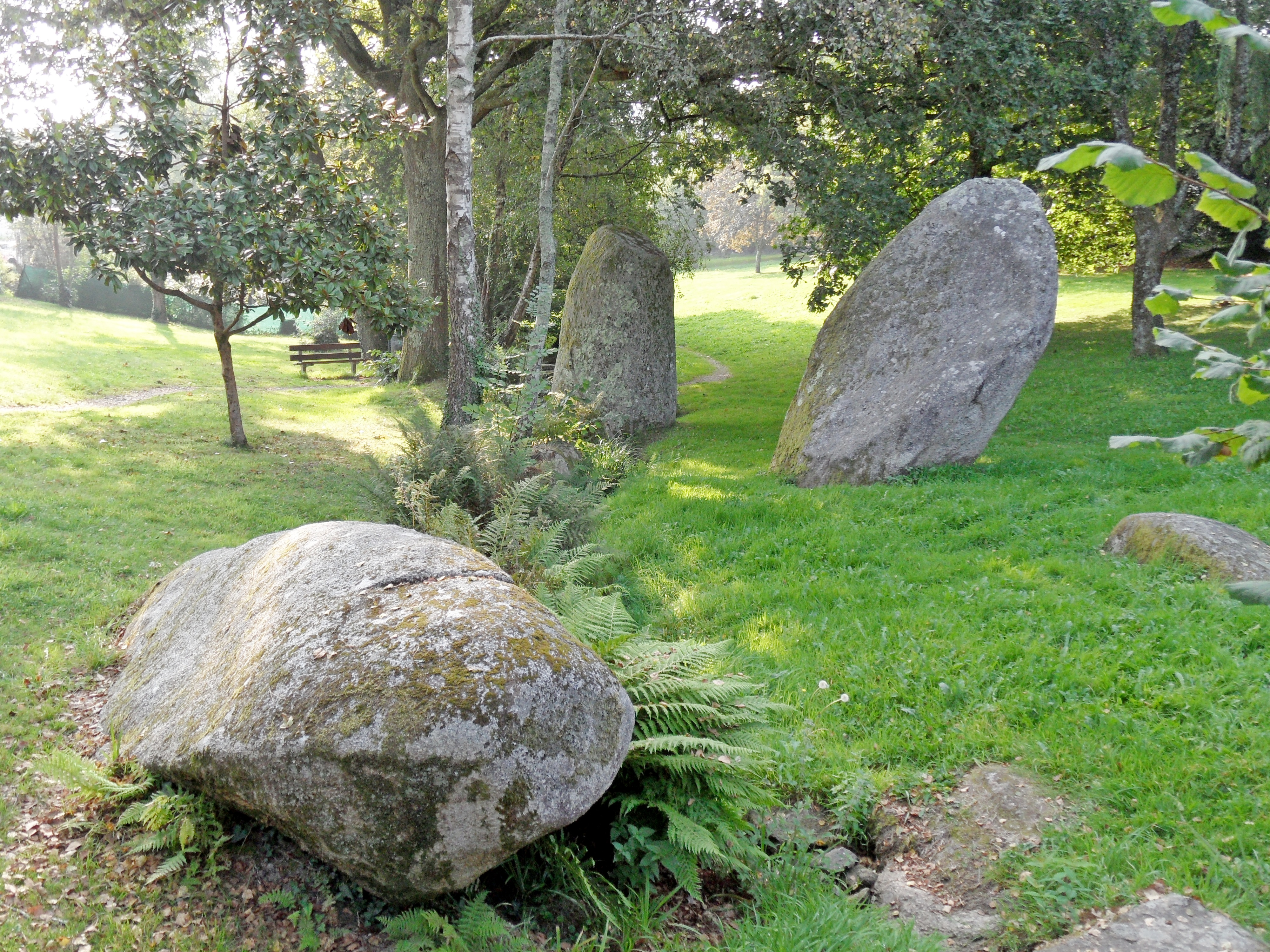
Menhire von Tingoff

Die Menhire von Tingoff (auch Menhire von Pont-Menhir) sind drei Menhire in Plomelin im Département Finistère in der Bretagne in Frankreich.
Sie wurden 1835 vom Chevalier de Fréminville und 1877 von René-François Le Men (1824–1880) erwähnt und 1978 als Monument historique eingestuft.
Die Menhire befinden sich neben einem Bach nahe der Straße „Hent Sant Philibert“. Zwei stehen, der dritte liegt auf dem Boden. Die stehenden Menhire sind 5,3 m bzw. 5,0 m hoch und haben einen Basisdurchmesser von etwa 4,0 m. Der liegende Stein ist 2,5 m lang.